# François Van Ham
Ook kan gedoeld worden op François Joseph Philippe Léopold Colins graaf van Ham, beter bekend als Graaf de Ham
Petrus Joannes François Van Ham (doorgaans genaamd François Van Ham of Frans Van Ham) (8 maart 1859 - Keulen, 5 september 1935) was een burgemeester van Lommel.

## Leven
De vader van François Van Ham was Jan Hendrik Van Ham, landbouwer en schepen van Lommel. Zijn moeder was Aldegonde Alen.
In 1880 begon hij rechten te studeren aan de Katholieke Universiteit Leuven, maar hij maakte zijn studies niet af. Hij werd ondernemer en stapte in de politiek. Als ondernemer was hij onder meer mede-eigenaar van een landbouwstokerij.
Op 12 augustus 1891 huwde François Van Ham met Ann Moons in Keulen. Zij was afkomstig van een Lommelse teutenfamilie, maar was in 1865 geboren in Brühl. Ze kregen één kind, een dochter Helena (° Lommel, 11 juli 1893).

## Politiek
Van Ham begon zijn politieke carrière als gemeenteraadslid te Lommel van januari 1886 tot 16 oktober 1888. Vervolgens werd hij gemeentesecretaris van 17 oktober 1888 tot 1904. Van 30 januari 1904 tot 4 juni 1921 was hij burgemeester van Lommel. Van 1904 tot 1924 was hij tevens provincieraadslid.

## Trivia
- François Van Ham liet in 1898 het Burgemeestershuis bouwen in Lommel. Hij woonde er de rest van zijn leven.
- Een straat in het centrum van Lommel werd naar hem genoemd: de Frans Van Hamstraat. Voordien heette deze straat de “Melkerijstraat”.[2]